# James Mason (1889-1959)
James Pier "Jim" Mason (3 de fevereiro de 1889 – 7 de novembro de 1959) foi um ator norte-americano. Atuou em 173 filmes entre 1914 e 1952, muitas vezes como um vilão ou um capanga de Western.
Ele nasceu em Paris, França, eventualmente imigrou para os Estados Unidos. Mason morreu em Hollywood, Califórnia, vítima de um ataque cardíaco.

## Filmografia selecionada
- The Good Bad Man (1916)
- Nan of Music Mountain (1917)
- Headin' South (1918)
- The Border Wireless (1918)
- The Squaw Man (1918)
- Flame of the Desert (1919)
- The Penalty (1920)
- Something to Think About (1920)
- Two Weeks with Pay (1921)
- Why Worry? (1923)
- Heritage of the Desert (1924)
- The Plunderer (1924)
- Black Lightning (1924)
- The Flaming Forties (1924)
- Ladies of Leisure (1926)
- Let It Rain (1927)
- Back to God's Country (1927)
- Fly My Kite (1931)
- A Lad an' a Lamp (1932)